# École Nationale Supérieure d’Ingénieurs de Poitiers
Die École Nationale Supérieure d’Ingénieurs de Poitiers (ENSI Poitiers) in Poitiers ist eine Grande école aus Frankreich.

## Geschichte
Die ENSIP wurde 1984 unter dem Namen École Supérieure d’Ingénieurs de Poitiers (ESIP) gegründet und 2010 umbenannt.
Marcel Doré war der Generaldirektor der Grande école, als das Gebäude im Jahr 1992 umgebaut wurde.

## Studium
Die Mehrheit der Studenten haben ihr Grundstudium allerdings in einer Vorbereitungsklasse. Sie ist in zwei Fachrichtungen und sechs Spezialisierungen unterteilt:
- Wasserbau und Tiefbau:
  - Traitement des Eaux et Nuisances (TEN)
  - Construction et Géotechnique (CG)
- Energie:
  - Énergétique Industrielle (EI)
  - Éclairage, Acoustique, Thermique (EAT)
  - Maîtrise de l’Énergie Électrique (MEE)

Zusätzlich zum Ingenieursabschluss der Hochschule kann auch der staatliche Masterabschluss erworben werden.